# Володимир Артјух
Володимир Миколајович Артјух (укр. Володимир Миколайович Артюх, 8. мај 1958) јесте украјински војни и политички вођа који је обављао дужност начелника Војне управе Сумске области. Истакао се током руско-украјинског рата, нарочито због свог вођства у управљању одбраном и безбедношћу Сумске области, која се налази уз североисточну границу с Русијом.

## Биографија
Артјух је био рођен 8. маја 1958. у Благовјешченску у Амурској области, која је тада била део Руске СФСР. Године 1979. завршио је харковску вишу војну ваздухопловну командну школу комуникација, а 1988. Ваздухопловну академију Гагарин. На националном универзитету одбране дипломирао је 2005.
Године 2009. Артјух је радио као вођа подиљске гране државног предузећа „Украјински државни радиофреквентни центар“, саветник начелника Виницијске регионалне војне управе, који је био заменик шефа Генералштаба Оружаних снага Украјине.
Године 2020. Артјух се кандидовао за члана Градске скупштине Винице из политичке странке „Украјинска странка части, борбе против корупције и организованог криминала“, али није победио на изборима.
Током Јула и августа 2024. године Артјух је наредио евакуацију украјинских територија које се граниче са руском Курском области. Ова одлука је била одговор на ескалацију тензија и војне активности, укључујући борбе у Курској области, где су украјинске снаге наводно заузеле неколико насеља. Тај потез означио је један од највећих и најзначајнијих упада украјинских снага на руску територију од почетка рата.